# Jan Nicolaas Martinus Umbgrove
Jan Nicolaas Martinus Umbgrove (Amsterdam, 15 oktober 1795 - Semarang, 15 mei 1822) was een Nederlandse officier. Zijn neef Willem Arnold Alting Umbgrove (Semarang, 31 mei 1785) was cavalerieofficier bij het Regiment Lichte Cavalerie van Hessen-Darmstadt. Met name in de Slag bij de Berezina (1812) had deze zich onderscheiden. Hij was dan ook gedecoreerd met de Orde van Hessen-Darmstadt en het Legion d'Honneur. Hij ging later over in Nederlandse dienst bij de Cavalerie van de Oost-Indische troepen, maar stierf in Batavia in 1818. Jan Nicolaas volgde in zijn voetsporen: in 1815 was hij tweede luitenant bij het 2e Bataljon Infanterie van Linie; met deze eenheid vocht hij in de Slag bij Waterloo. Vanwege zijn inzet in die slag werd hij benoemd tot ridder in de Militaire Willems-Orde 4e Klasse. Hij diende korte tijd bij de 9e Afdeling Infanterie, tot hij in 1820 werd overgeplaatst naar de Oost-Indische troepen. Ook hij ging over naar de Cavalerie van het Oost-Indisch leger en ingescheept naar de Oost. Daar stierf hij twee jaar later in het hospitaal van Semarang. 